# Listă de restaurante și cafenele din București

Caru' cu Bere

Aceasta este o listă a restaurantelor și a cafenelelor vestite din București.

## Restaurante
- Restaurant[care?]
- Caru' cu Bere
- „Singapore”, tavernă celebră în anii 1950, aflată în Piața Rosetti[1]
- „La Iordache”, birt celebru în anul 1900[2]
- „Șarpele Roșu”[3][4][5]
- „La Gherea” [6][7]
- „La Cocoșatu”, unul dintre simbolurile Bucureștiului după 1990[8][9][10]
- „Modern” [11]

## Cafenele
- Casa Capșa
- Chianti Café
- Corso
- Cafeneaua Fialkowski
- Cafeneaua Oteteleșanu
- Cafeneaua Riegler
- Turabo Cafe
- Cafeneaua Veche
- Terasa Oteteleșeanu [12]